# Jan Waclav Makhaïski
Jan Waclav Makhaïski (en polonais : Jan Wacław Machajski), né le 15 décembre 1866 à Busko-Zdrój (province de Kielce, en Pologne) et décédé à Moscou le 19 février 1926, est un anarchiste et révolutionnaire polonais.

## Biographie
Son père meurt peu après sa naissance laissant la famille dans le dénuement. Sa mère tient une pension pour les élèves du lycée de Kielce. Il entre à l’université de Varsovie après de brillantes études secondaires. Il y suit des cours de sciences naturelles et de médecine. Mais le combat contre le tsarisme l’attire davantage. Makhaïski est arrêté en 1891 pour la première fois en Galicie pour avoir introduit clandestinement des écrits révolutionnaires. Il passera quatre mois en prison à Cracovie.
Dès 1891, il perd ses illusions sur les motivations des socialistes polonais : il comprend qu’ils ne luttent pas contre le tsarisme pour libérer la classe ouvrière, mais seulement pour fonder un État polonais indépendant sans modifier l’exploitation existante. Makhaïski adopte alors une position internationaliste et devient marxiste, délaissant de plus en plus l’université. En 1892, il est arrêté à la suite d’une grande grève à Łódź durant laquelle il avait rédigé un appel aux ouvriers de Łódź afin de lutter contre le tsar et les capitalistes. Il passe trois ans en prison à Cracovie avant d’être déporté pendant cinq ans dans un village perdu de Sibérie. C’est là, en compagnie d’autres exilés, qu’il parfait sa connaissance des doctrines socialistes.
C’est dans le contexte de la fin du XIXe siècle et du début du XXe, lorsque les succès de la social-démocratie allemande servait de modèle aux partis et organisations socialistes russes que paraissent les écrits de Jan Waclav Makhaïski, au moment où l’influence de Marx, d’Engels ou de leur successeur Kautsky est à son apogée.
Makhaïski après avoir soumis la social-démocratie allemande à une critique acérée depuis un point de vue marxiste révolutionnaire, retourne sa critique marxiste contre les marxistes russes, le marxisme, Marx lui-même et le socialisme en général. Sa conclusion à la fois extrême et paradoxale, basée sur une réflexion théorique approfondie et après une longue fréquentation des milieux révolutionnaires russes, est que le socialisme ne serait que l’idéologie d’intellectuels qui profitent de la position centrale qu’ils occupent dans la société capitaliste (gestion de l’économie, contrôle de la production, monopole des connaissances) pour s’ériger en nouvelle classe dominante : « L'expropriation de la classe des capitalistes ne signifie nullement encore l’expropriation de toute la société bourgeoise. Par la suppression des capitalistes privés, la classe ouvrière moderne, les esclaves contemporains, ne cessent pas d’être condamnés à un travail manuel durant toute leur vie ; par conséquent, la plus-value nationale créée par eux ne disparaît pas, mais passe dans les mains de l’État démocratique, en tant que fonds d’entretien de l’existence parasitaire de tous les pillards, de toute la société bourgeoise. Cette dernière, après la suppression des capitalistes, continue à être une société dominante tout comme auparavant, celle des dirigeants et gouvernants cultivés, du monde des « mains blanches ». Elle reste le possesseur du profit national qui se répartit sous la même forme que maintenant : « honoraires » des « travailleurs intellectuels » ; puis grâce à la propriété familiale et à son mode de vie, ce système se conserve et se reproduit de génération en génération. »
L’expérience historique aurait, selon ses partisans, démontré la pertinence des analyses de Makhaïski qui servent à expliquer l’échec du projet « socialiste » d’émancipation de la classe ouvrière. Comme il l’écrit dans Le Travailleur intellectuel : « Toute la Russie sait maintenant que le socialisme révolutionnaire, éclairé par la science « prolétarienne » et infaillible des marxistes, est le serviteur le plus sûr et le plus fidèle de la bourgeoisie. »

## Pseudonyme
Makhaïski écrivait parfois sous le pseudonyme littéraire de « A. Volsky ».

## Commentaires
Pour l'économiste Michel Barrillon : « Dans la seconde moitié du XIXe siècle, certains de ces travailleurs intellectuels se sont approprié le socialisme ouvrier en général, et la pensée de Marx en particulier, pour en faire leur idéologie. Le premier à avoir entrevu le processus est sans doute Michel Bakounine. Plus tard, George Orwell l’a conceptualisé en opposant radicalement le socialisme ouvrier et le socialisme intellectuel. Entre les deux, un auteur polonais trop méconnu, Jan Waclav Makhaïski (1866-1926), lui a consacré l’essentiel de ses écrits. Ces « travailleurs intellectuels » – « mercenaires privilégiés » du Capital et de l’État, selon Makhaïski – ne s’approprient pas simplement l’idéal socialiste, ils dénaturent et pervertissent le socialisme ouvrier. Car en vérité, plus rien ne rappelle dans le socialisme des intellectuels le projet émancipateur des ouvriers assoiffés de justice sociale. »
Et Alexandre Skirda de poursuivre : « Il est donc nécessaire de rappeler et préciser derechef la signification exacte du socialisme des intellectuels : un système idéologique né du XIXe siècle voulant éliminer l'exploitation de l'homme par l'homme, c'est-à-dire le pouvoir des capitalistes propriétaires des moyens de production, pour y substituer la classe ouvrière, porteuse de progrès social, dont l'avènement devait préluder à une société libre de producteurs. » Alexandre Skirda de préciser : « Cela au moyen de la conquête du pouvoir par le parti regroupant les éléments les plus conscients du prolétariat industriel, avant-garde.  Les intellectuels devaient aider cette dernière à mener cette délicate mission. (...) Cette « aide » n'était pas désintéressée et dissimulait l'ambition propre des « travailleurs intellectuels » à se substituer aux anciens possédants, pour faire perdurer le régime d'exploitation en leur faveur ». Telle fut l'analyse de J. W Makhaïski du socialisme et de ceux que A. Skirda a désigné en tant que « capitaliste du savoir ». Utilisant leurs compétences pour assumer des fonctions de direction et de gestion (...) devenu capitaliste de l'avoir.  (...) La société capitaliste se dissocie, par voie de conséquence, entre deux pôles antagonistes du travail: les tâches complexes et intellectuelles, sont concentrées dans le cerveau d'un petit nombre, tandis qu'à  l'opposé, elles sont simplifiées à l'extrême, manuelles, dépossédées de toute initiative.  (...) soit d'un côté, le commandement de ceux qui «savent», de l'autre, l'obéissance mécanique des «ignorants. » (...) ayant souvent couvert, emportés par leur élan de « bonnes âmes », les pires crimes au nom du bonheur de l'humanité », il s'agit en fait explique A. Skirda, de tous ceux qui se mettent au service du pouvoir, quel qu'il soit, du moment que « leurs connaissances et capacités particulières » soient reconnues et « appréciés  », non pour détruire le capitalisme, mais pour l'aménager au mieux de leurs intérêts.

## Œuvres
- Le socialisme des intellectuels, textes choisis, traduits et présentés par Alexandre Skirda, Éditions du Seuil, 1979, texte intégral - Éditions Noir & Rouge, 2013, notice..
  - Le marxisme en Russie, 1900, texte intégral.
  - La Révolution ouvrière, juin-juillet 1918, texte intégral.
- Le Travailleur intellectuel
- L’Évolution de la social-démocratie, 1898.
- Le rôle de l’intelligentsia au sein des partis politiques marxistes, revue Agone, 41-42, 2009, texte intégral.